# 楓丹 (原神)
枫丹是米哈游开发的电子游戏《原神》的虚构国家。该地区于2023年8月16日在游戏4.0版本“仿若无因飘落的轻雨”上線後正式向玩家开放。枫丹是《原神》设定的七国中第五个开放的国家，位于须弥沙漠地區的东北方，信仰“正义”，代表元素为“水”，守护神为芙卡洛斯，但由于她因守护枫丹人民免受灾难而自杀，枫丹由那维莱特实际统治。枫丹也是游戏主线剧情第四章的主要发生地。
枫丹以工业革命和美好年代时期的法国、英国等欧洲国家为原型，并使用了巴洛克、装饰艺术等艺术风格，其场景音乐使用经典欧洲乐器演奏。枫丹水下場景的設計及不同於陆上的玩法獲得评论员正面的评价，部分楓丹出身角色的服飾设计引發争议。

## 创作和设计

### 场景和玩法

枫丹水下区域

2023年6月23日，米哈遊首次披露楓丹的相關信息，枫丹是《原神》虚构世界提瓦特七国中第五个开放的国家，其科技人文兴盛，是提瓦特科技最发达的地区。楓丹這個名字源於法語，在法語中是指泉水。開發團隊自2021年初開始設計楓丹，設計風格参考了法国、英国等欧洲国家的自然風貌和歷史人文，尤其是工业革命和美好年代时期的法国，並帶有蒸汽朋克元素。為了突顯該地區的科技先進，開發團隊設計了一套成體系的「發條機關」科技。
場景设计方面，為了讓枫丹野外場景區別於蒙德和須彌，开发團隊参考了欧洲的18世纪油画作品中的植物，山巒地形的設計則有阿尔卑斯山脉的特征。都市場景的建筑具有巴洛克和装饰艺术风格，并加入水、齿轮、发条元素，同時也有陰暗的地下水道場景。楓丹還有其他地區所沒有的水下場景，开发團隊採用了新技術復現水底的生態環境，水下的鱼群使用了群体模拟技术，水流和水生植物則採用了软体模拟技术。水下場景整體設計通透明亮，开发團隊還在其中填充大量的內容，以避免玩家在探索時出現深海恐懼。水下解密內容和各類景觀經過精心佈置，除了讓玩家在水下探索時從每一個角度有「豐富的視覺體驗」，同時也確保玩家的遊戲設備能載入相關的內容和正常執行。此外，水下的鏡頭視覺也進行了調整，以防玩家出现晕动病。
開發團隊在枫丹的場景解密中引入了「始基力」設定，始基力分为「荒性」和「芒性」兩種元素屬性，兩者結合會互相抵消。枫丹出身角色可以通过释放技能的方式造成带有对应始基力属性的攻击，而拾取相应道具也能让角色获得对应属性。楓丹的多個謎題要利用始基力的機制進行解密，部分怪物也使用始基力行動，用相反的能量攻擊怪物會切換怪物的行動模式。由於水下場景無法沿用陸地上的战斗和探索玩法，开发團隊設計了一套新的体系。角色在水底行動時沒有“氧气值”的设定限制行動範圍，洋流的設計也方便角色在水下快速移動。角色能從水底生物的“异色原海异种”中獲得該生物的能力，並利用這種能力在水底戰鬥和解密。

### 音乐

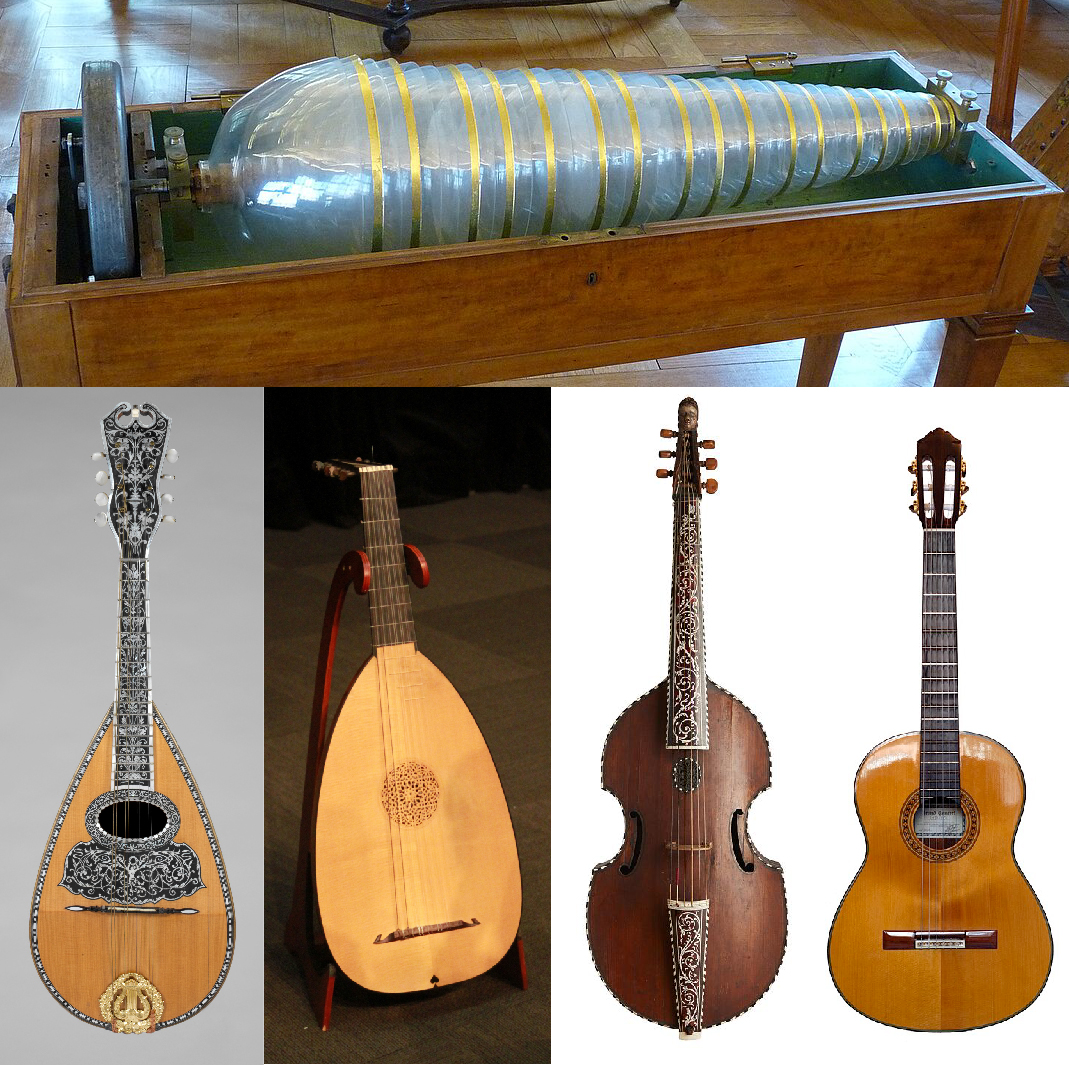
枫丹音乐使用的配器（从上至下，从左至右）：玻璃琴、曼陀林、魯特琴、维奥尔琴和古典吉他

枫丹的场景音乐由伦敦交响乐团与民乐艺术家演奏，與楓丹整體的歐洲風格相同，《原神》音乐团队HOYO-MiX在創作楓丹地區的音樂時也參考了歐洲多個音樂流派，如德奧從文艺复兴到浪漫主义期間出現的各個流派，還有法国的圣桑、加布里埃爾·佛瑞、莫里斯·拉威爾等作曲家的曲風。演奏配器使用了曼陀林、魯特琴、维奥尔琴等经典欧洲乐器，戰鬥歌曲則採用了玻璃琴演奏，以此與遊戲中世紀風格的蒙德地區作出區分。《原神》音樂製作人宛迪萌表示，枫丹的場景可以分為水上和水下兩部分，兩種場景有著不同的音樂風格。水上的場景音樂，主要以經典歐洲樂器演奏，並嘗試加入爵士、华尔兹和巴洛克元素体现枫丹的浪漫；水下的場景音樂，以电子音乐和人声吟唱為主，整體風格呈「轻快悠扬」和「安静美好」的特点，从而避免玩家在水下場景探索時有幽闭感。枫丹的主題曲采用了奏鸣曲式的结构表现叙事风格，并加强了樂曲中段展开部的作用，還使用蒙太奇手法進行敘事。

## 设定

### 地理
楓丹位於提瓦特大陸中部，區內河流湖泊密佈。枫丹的主城是枫丹廷，并拥有“欧庇克莱歌剧院”等地标。枫丹拥有“发条机关”、“水上巴士”等科技产物。文化上，枫丹有审判、魔术等公众活动。枫丹的板块高于其他地区，并形成了高数百米、绵延数千米的瀑布。枫丹也形成了独特的自然景观，包括伞松、雪松和向日葵等植物和名为“原海异种”的水下生物。

### 历史
遠古之時，統治提瓦特之神“天理”為了懲罰不敬的楓丹原住民，降下洪水，摧毀了楓丹所有的文明。天理在殺死了當地掌管原始胎海的水龍王後，創造了厄歌莉娅接管胎海。厄歌莉娅利用原始胎海幫助眷屬「純水精靈」化為人類，此舉觸怒了天理，天理預言未來楓丹會被洪水淹沒，楓丹人會再次變回純水精靈，徒留水神坐在神座上哭泣。隨後將厄歌莉娅囚禁在原始胎海中，又過了數千年，诞生于须弥的魔神雷穆斯来到枫丹高海并建立国家“雷穆利亚”。建国后，雷穆斯王征服了大量领土，王國一度昌盛繁荣。某日，預言家西比爾告之雷穆斯未來楓丹的洪水災難，讓他去請教囚禁中的厄歌莉娅。雷穆斯從厄歌莉娅手上獲得「靈露」，將國民改造成魔石為軀幹的新種族，西比爾用自己生命創作了統御國民情感的裝置「福波斯」。只是人類負面情感影響了福波斯，導致了雷穆利亚的覆灭。雷穆利亚覆灭后，厄歌莉娅主持大局，重建秩序。繼任者芙卡洛斯上台，也開始嘗試解決災難。為了避開天理耳目，她创造了分身芙宁娜假扮自己處理楓丹事宜，她暗中積攢力量，并在灾难爆发前夕將其力量歸還給能應對災難的新水龍王那维莱特。那维莱特也遵循芙卡洛斯的遺願在災難中保護了楓丹人。事後，芙寧娜隱退，枫丹事務由那维莱特負責。

### 水仙十字结社
水仙十字结社是部分楓丹人為了應對洪水灾难而成立秘密救世組織，組織於400多年前由雷內等人成立。為了獲得對抗災難的力量，組織進行了各種實驗，並接觸了深淵等神秘力量。創始人雷內在一次實驗中失去肉身，好友雅各布接手研究，利用深淵力量將雷內的靈魂與製作出來的水元素生命融合，並剔除了雷內一些情感，這個新生命名為「納奇森科魯茲」。由於組織的實驗過於瘋狂，一度被楓丹官方取締，雅各布只能暗地裡推進救世計劃。多年後，路過楓丹的旅行者被捲入救世計劃中，旅行者成功說服納奇森科魯茲放棄這個救世方案。

## 發佈
枫丹于2023年8月16日发布的版本“仿若无因飘落的轻雨”中公布。4.1版本于同年9月27日公布，添加了枫丹的新区域“枫丹动能工程科学研究院区”和“黎翡区”。4.2版本于同年11月8日公布，添加了新区域“伊黎耶林区”和“莫尔泰区”。2024年4月24日更新的4.6版本「兩界為火，赤夜將熄」，開放「诺思托伊区」和「旧日之海」。2023年8月10日在上海国家会展中心举办的“原神FES”展会上，枫丹的设计图公布。8月19日，东京、纽约、巴黎和台北举行了展会，宣传枫丹的创作。一般情況下，玩家跟隨主線劇情前往楓丹地區，由於遊戲採取開放世界的地圖設計，在完成主線劇情序章·第三幕「巨龍與自由之歌」時，遊戲會解鎖在須彌的浮羅囿東北的傳送點，讓玩家可以馬上造訪楓丹地區。

## 评价
《文汇报》、手游那点事、電擊Online和TheGamer評論員對楓丹的場景和人文設計有正面的評價，《文汇报》、游戏葡萄和TheGamer均指出枫丹的场景设计有著明顯的法国特色，游戏葡萄編輯認為枫丹的场景和人文設計「足够有辨识度」。TheGamer評論員更以“独特且美丽”稱讚枫丹的风景，Dot Esports的表示枫丹的整體觀感十分华丽，當地居民和犬只的衣著亦是如此。電擊Online編輯认为枫丹的水下风景非常美丽，手游那点事评论员willow稱讚水下場景給人「水下游乐园」的體驗，水下豐富多樣的地形和植被也緩解玩家的「视觉疲劳」。17173网正惊游戏欄目評論員稱枫丹的海底令人惊喜，并使用“畅快”和“绚丽”概括枫丹海底的特征，称其完全没有压抑的感觉。枫丹的音乐獲得部分評論員的好評，灰信鸽在游戏葡萄发文称，枫丹的音乐体现了原神的音乐技法愈发精进，并指出枫丹音乐具有独特、多元和强调叙事的特点。宣晶在《文汇报》發文認為枫丹的音乐很好地传递了法国、英国的浪漫华丽。
楓丹的水下場景獲得众多評論員的關注，水下探索的體驗獲得游戏大观、手游那点事、TheGamer和Polygon的好評，willow指出開發組為水下探索設計一套不同於陸地上的戰鬥體系，「保证了水下玩法的多样性，也大大丰富了枫丹版本的可玩性」。游戏葡萄編輯認為水下探索的體驗有「积极的游玩反馈」，沒有忠於現實的「不顺畅」游泳體驗。楓丹地區的謎題多基於當地獨有的始基力機制和水下場景設計，Game Rant的评论员认为枫丹地区的謎題難度比以往更难，他指出由於只有楓丹出身角色自帶始基力，部分楓丹角色更有水下探索的增益，玩家手上沒有楓丹角色較難解開相關的謎題。
部分楓丹出身的角色服飾設計引發争议，中國大陸和韩国的男性玩家批評女性角色服飾過於保守，而男性角色服飾設計過於討好女性玩家。《香港01》報道中國大陸的論壇艾泽拉斯国家地理上有大量批評楓丹出身角色的討論，相關評論批評男性角色林尼的黑色丝袜和露背設計，女性角色娜維婭的服飾過於保守，沒有露出乳溝。遊戲角落也報道林尼在YouTube上的宣傳視頻，韓文版的倒讚數比點讚數高，原因是韩国論壇DC Inside上的用戶認為女權主義者影響了角色設計，讓《原神》女性角色服飾日趨保守，男性角色有女性玩家偏好的同性戀設計。